# ヴィシャーカパトナム
ヴィシャーカパトナム（テルグ語: విశాఖపట్టణం, /ʋiʃaːkʰɐpɐʈʈɳɐm/; 英語: Visakhapatnam）は、インドのアーンドラ・プラデーシュ州の最大都市である。インドの東海岸にあり、ベンガル湾に面した港湾都市である。重工業が盛んで、大きなコンテナターミナルがあるほか、インド海軍の拠点都市でもある。
ヴィシャカパトナム、ビシャカパトナム、ビシャーカパトナム、ヴィサカパトナムとも表記する。バイザックの略称でも知られる。公用語はテルグ語である。

## 概要

### ヴィシャーカパトナムの歴史
ヴィシャーカパトナムの都市名は、仏教教団の外護者 ヴィサーカーに由来している説もあるくらい、古くから仏教の拠点として栄えた。
ボジャンナコンダ仏教遺跡、トトラコンダ遺跡、バビコンダ遺跡とコトゥル遺跡など、仏教遺跡が多く、仏教徒の巡礼は現在も行われている。
また、古代ローマとの貿易関係を持っていた。
ヴィシャーカパトナムの支配者はカリンガ国、マウリヤ朝、前期チャールキヤ朝、パッラヴァ朝、東ガンガ朝、ガジャパティ朝、ムガル帝国と変遷を重ねた。その後、南インドがイギリス東インド会社により植民地されると、ヴィシャーカパトナムはマドラス管区 の支配下となった。
インドが独立を達成すると、五か年計画もあり、ヴィシャーカパトナムは工業化され、また海軍の拠点都市ともなり、人口も独立前の7万人から現在は170万人に増加。インドでGDPが10番目に大きい都市に飛躍した。
2020年5月7日、LG化学の子会社の工場でガス漏れ事故が発生、周辺住民ら11人が死亡、約1000人が病院に搬送、約5000人が体調不良を訴えた。工場は2019新型コロナウイルスの感染拡大の影響により閉鎖されていたが、化学変化等により容量5000トンのタンク2基からガスが漏えいしたもの。

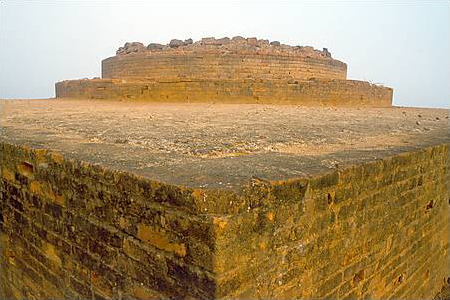
トトラコンダ仏教遺跡。紀元前2世紀創建。ローマとの貿易やグローバルな布教をしていたと考えられている。
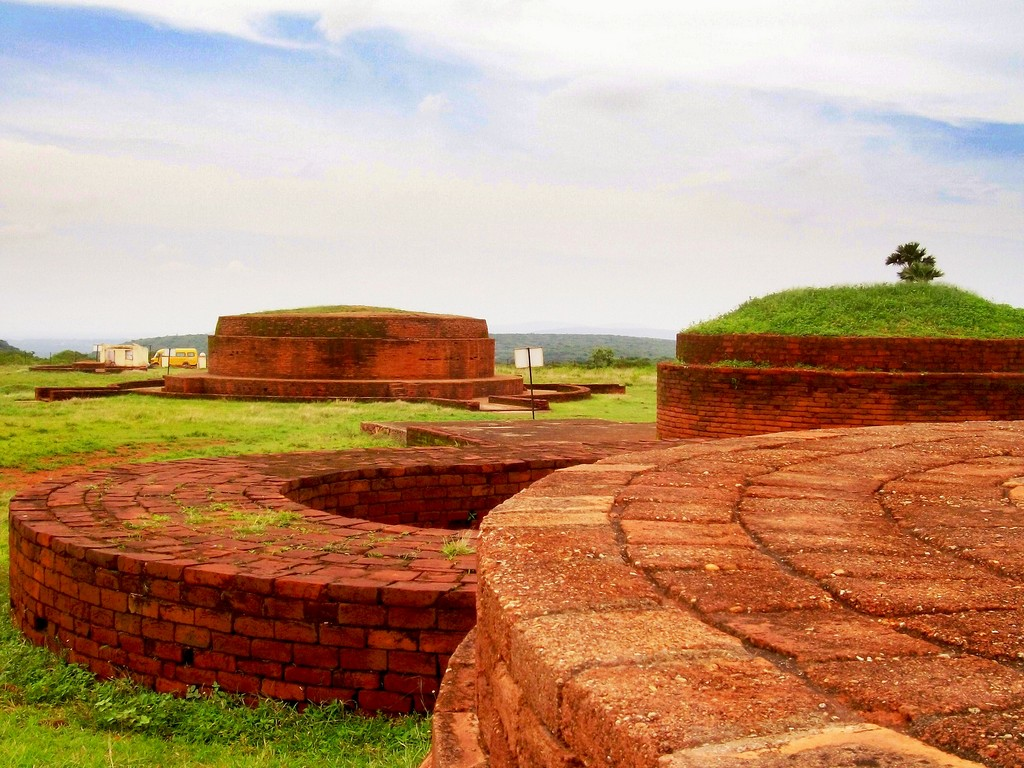
バビコンダ仏教遺跡。紀元前3世紀創。
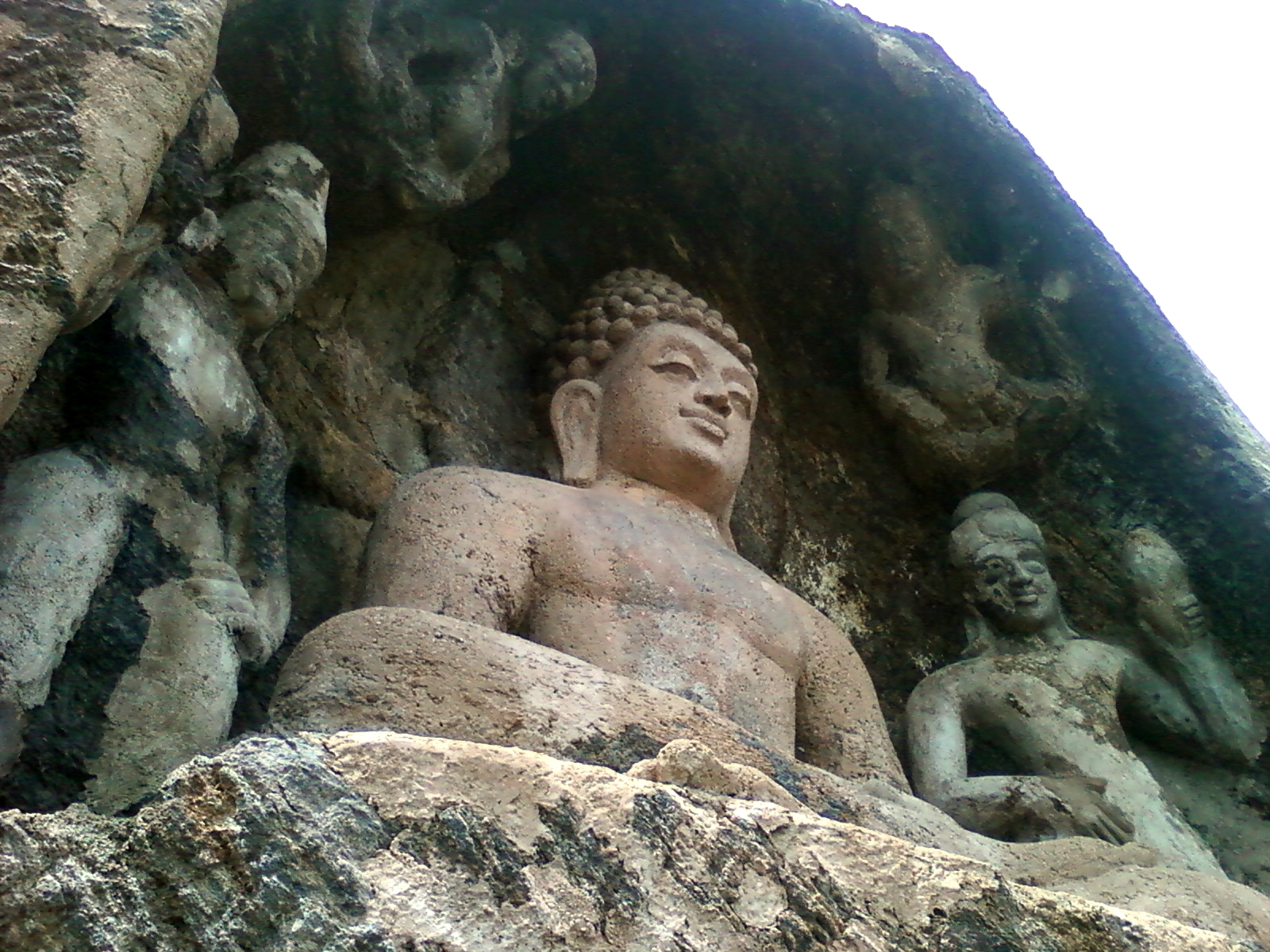
ボジャンナコンダ仏教遺跡（4-9世紀）石窟寺院と石を彫りだした仏舎利塔や仏像がある。
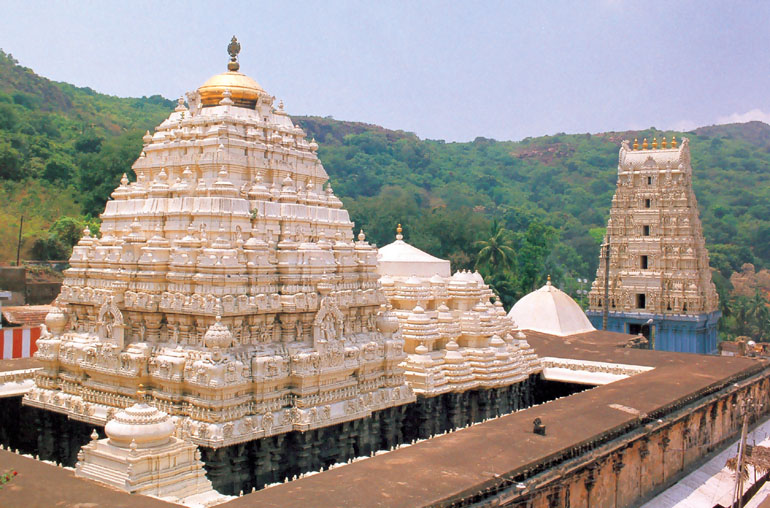
バラハ・ラクシュミナラシマ寺院。東ガンガ朝時代に創建された。

## 経済

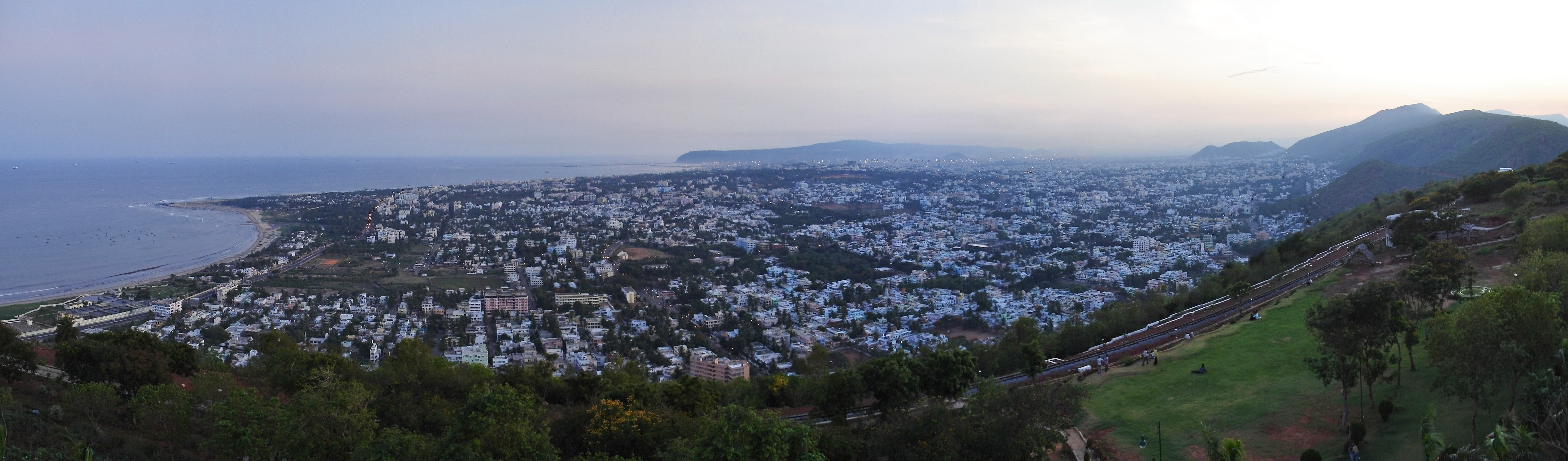
ヴィシャーカパトナムはアーンドラ・プラデーシュ州の最大都市である。

ヴィシャーカパトナムは、インド有数の工業都市である。鉄鋼業、造船業、石油精製産業などが盛んで、経済特区には、国内外のビジネス·プロセス·アウトソーシングや情報技術、医薬品等の企業が進出し成長している。
ヴィシャーカパトナム港は、インドの主要12大港のひとつで、取扱造船量は、ムンバイに続くインド第2の貨物取扱いを誇る。インドは世界有数の鉄鉱石産出国であり、なかでもバイラディラ鉱山はインドの主要な鉄鉱石鉱山の一つで、バイラディラ鉱山から採掘される鉄鉱石の積出港はヴィシャーカパトナム港であり、3割は日本向けに輸出されている。
インド海軍司令部本部は国防省の統合本部にあり、艦隊に相当するコマンドが3つがある。そのうちの一つ東海軍コマンドの本部-がヴィシャカパトナムにある。

風光明媚な景色と、ベンガル湾には美しい浜辺があり、反対側の丘陵には深い森が位置し、アラク峡谷の丘陵リゾートがあり、ベンガル湾には美しいラマクリスナビーチやルシコンダビーチがある。ルシコンダでは水泳、ウォータースキー、ウィンドサーフィンなどができる。
漁業も盛んであり、スリランカ 、 シンガポール 、 ビルマなどに輸出されている。

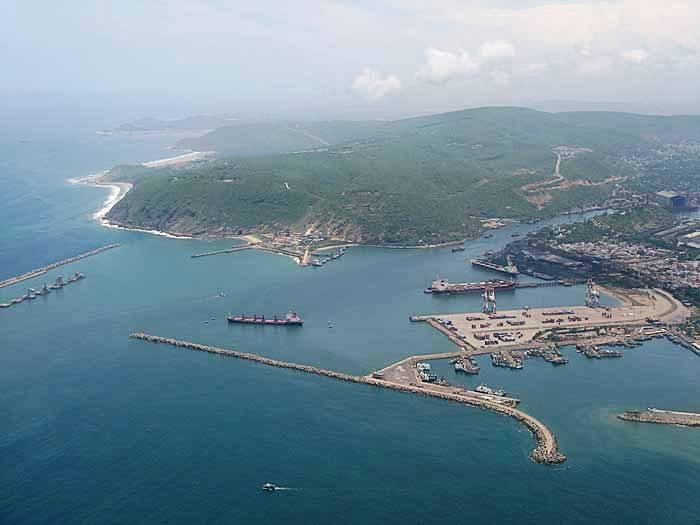
ヴィシャーカパトナム港
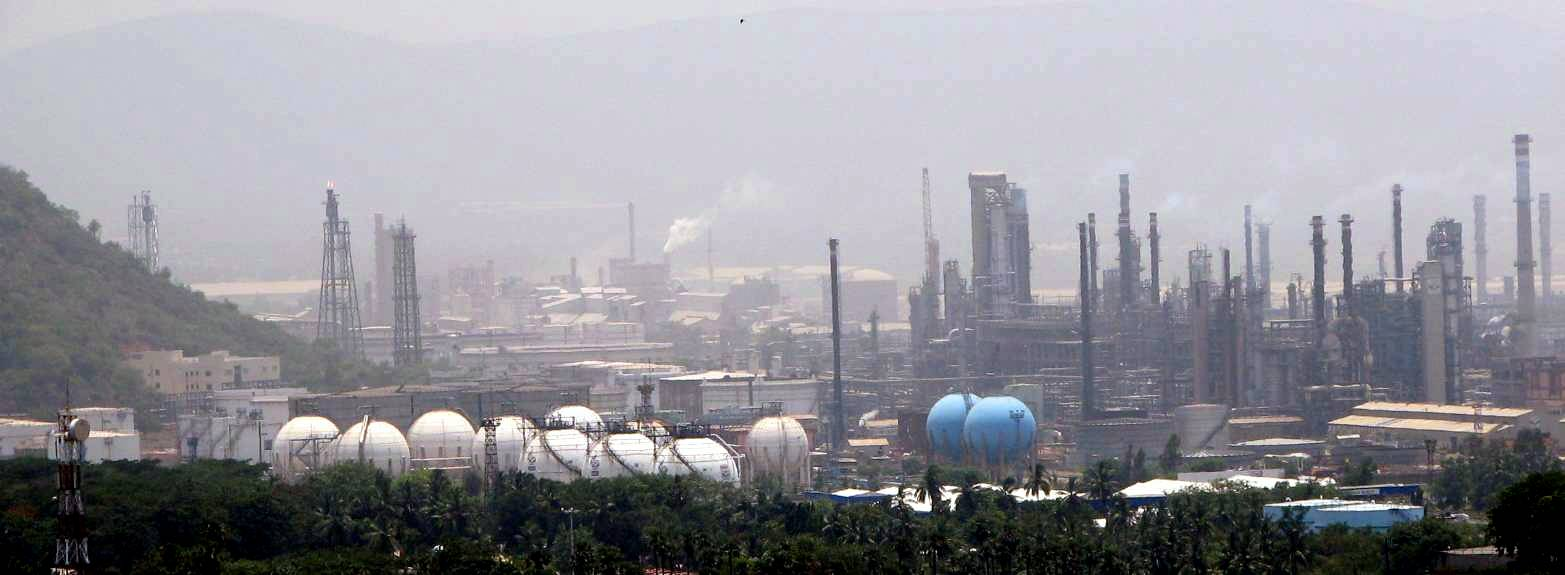
ヒンドスタン石油の石油精製プラント
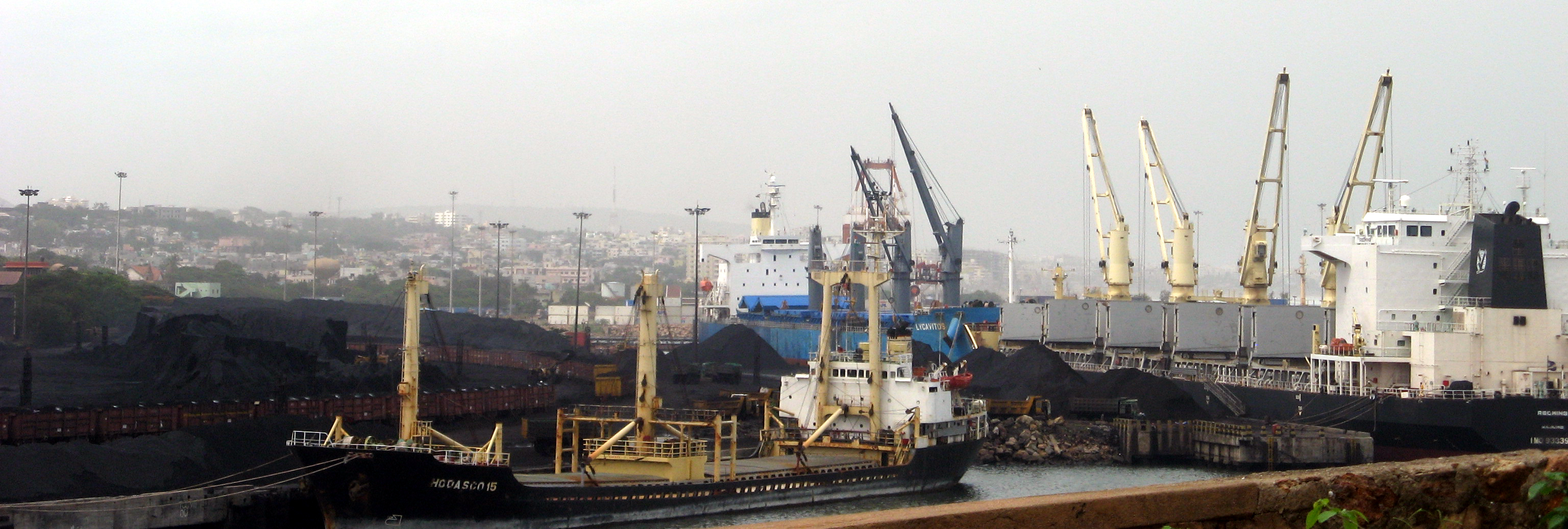
造船所
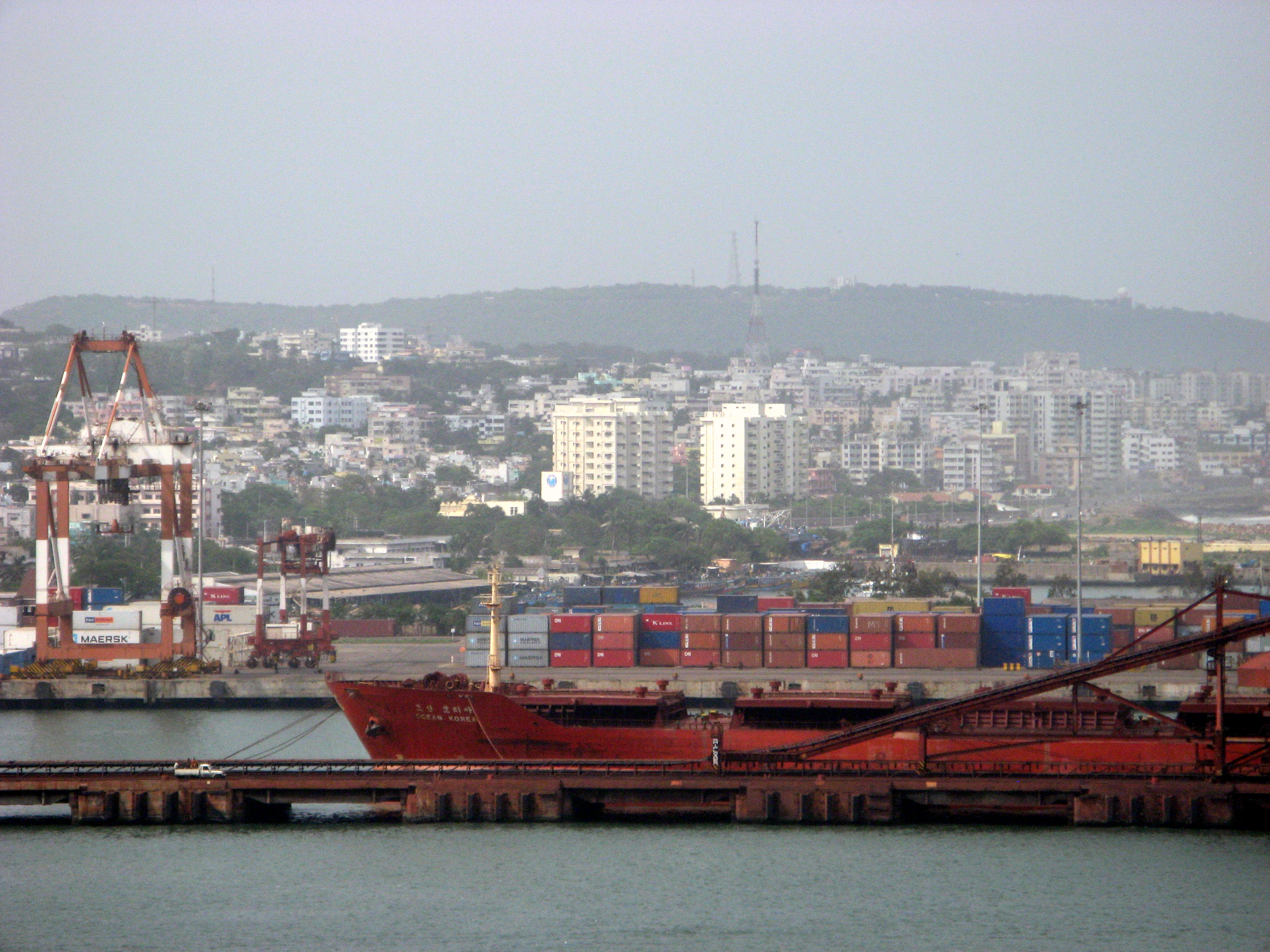
コンテナターミナル
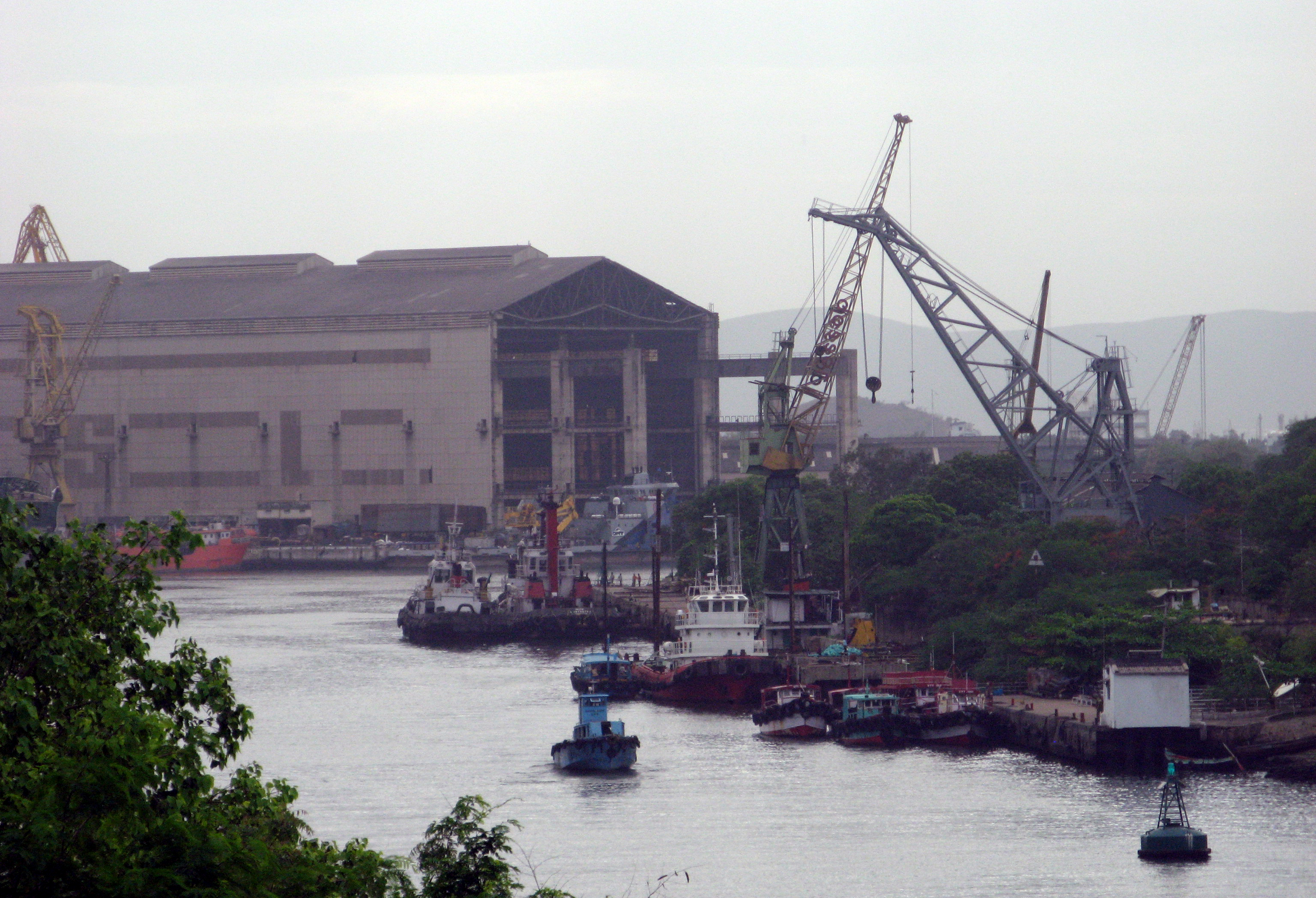
ヒンドスタン造船所
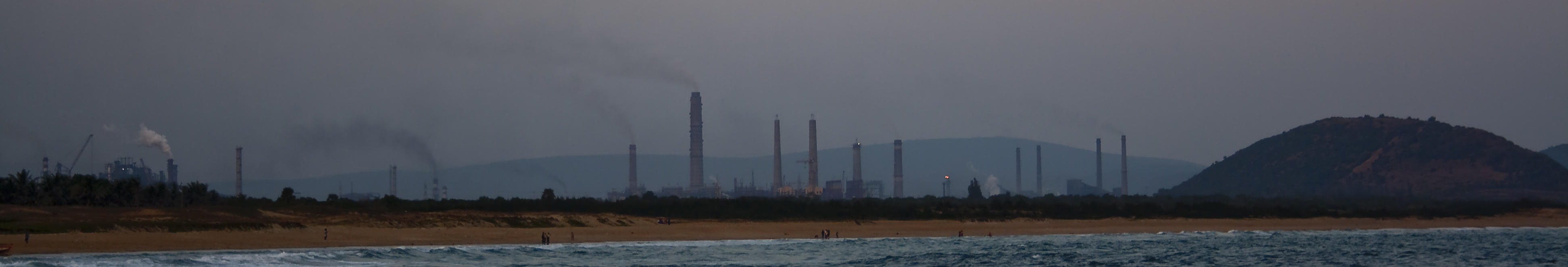
ヴィシャーカパトナム製鉄プラント
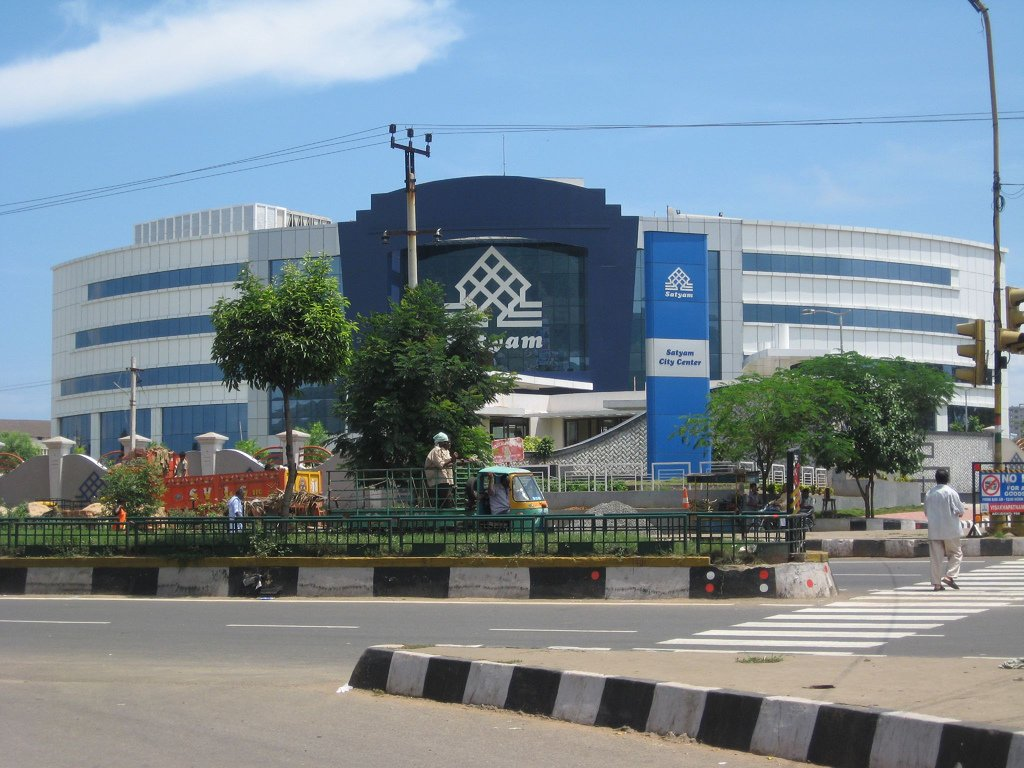
テック·マヒンドラ
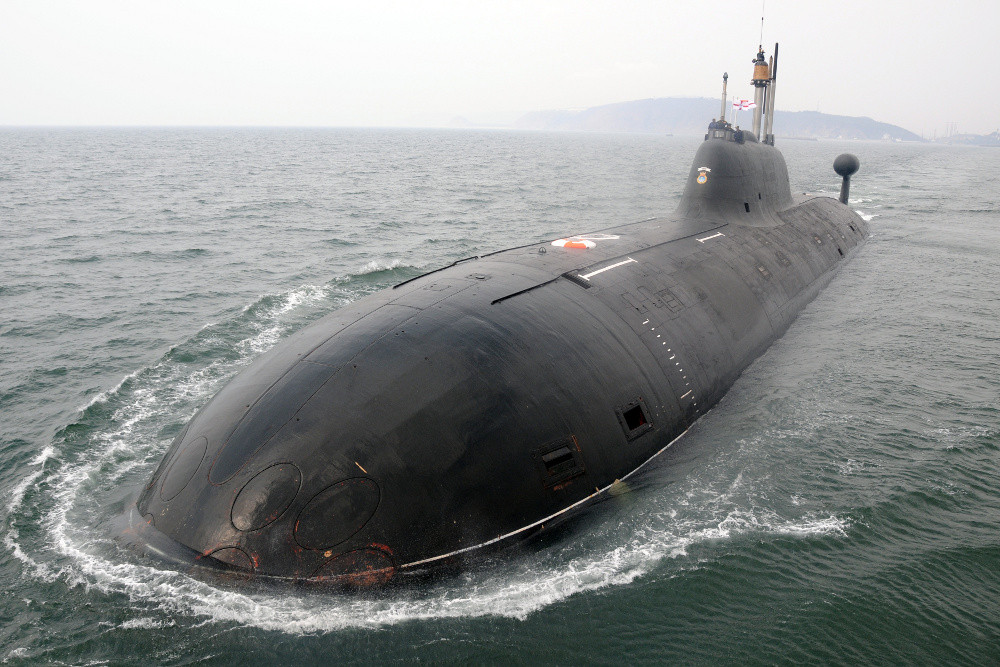
東海軍コマンド所属の原子力潜水艦
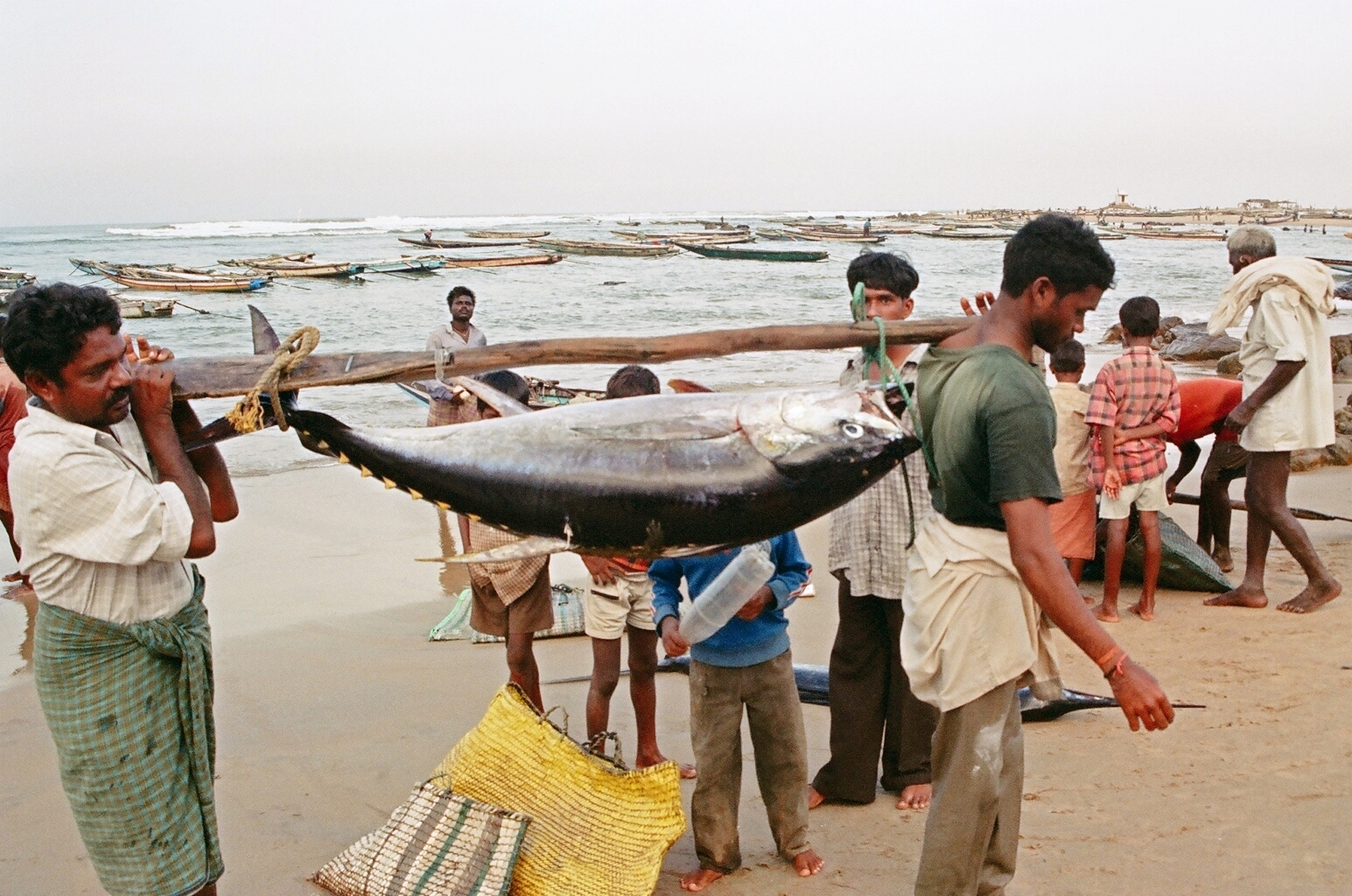
マグロを運ぶヴィシャーカパトナム漁師
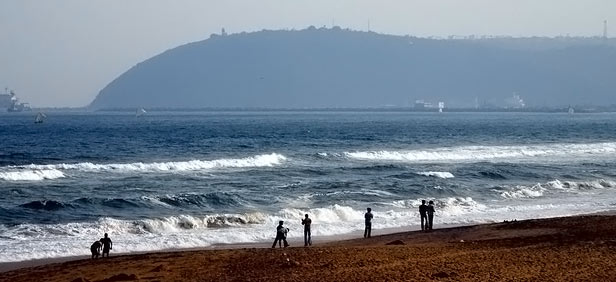
ラマクリスナビーチ
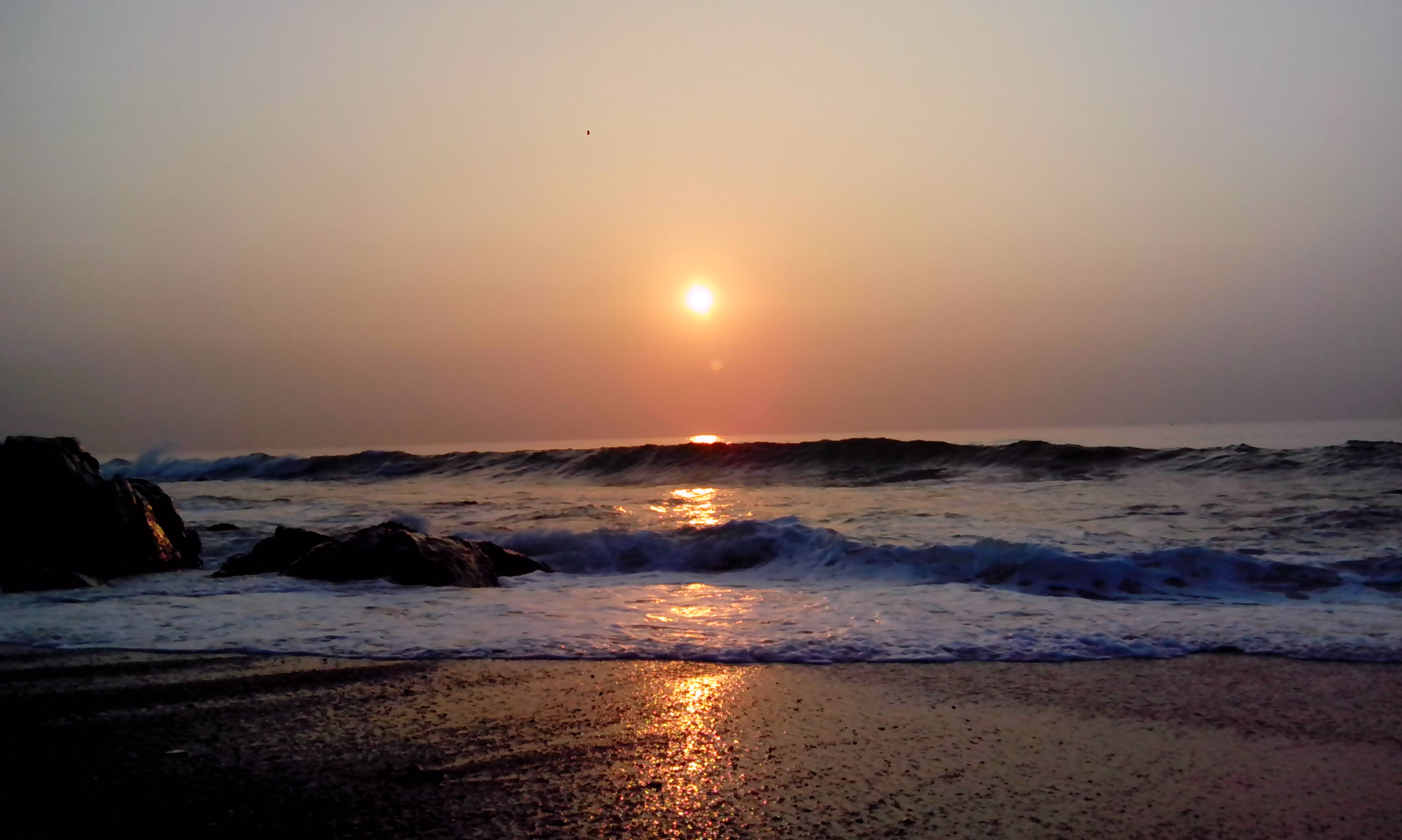
ラマクリスナビーチ
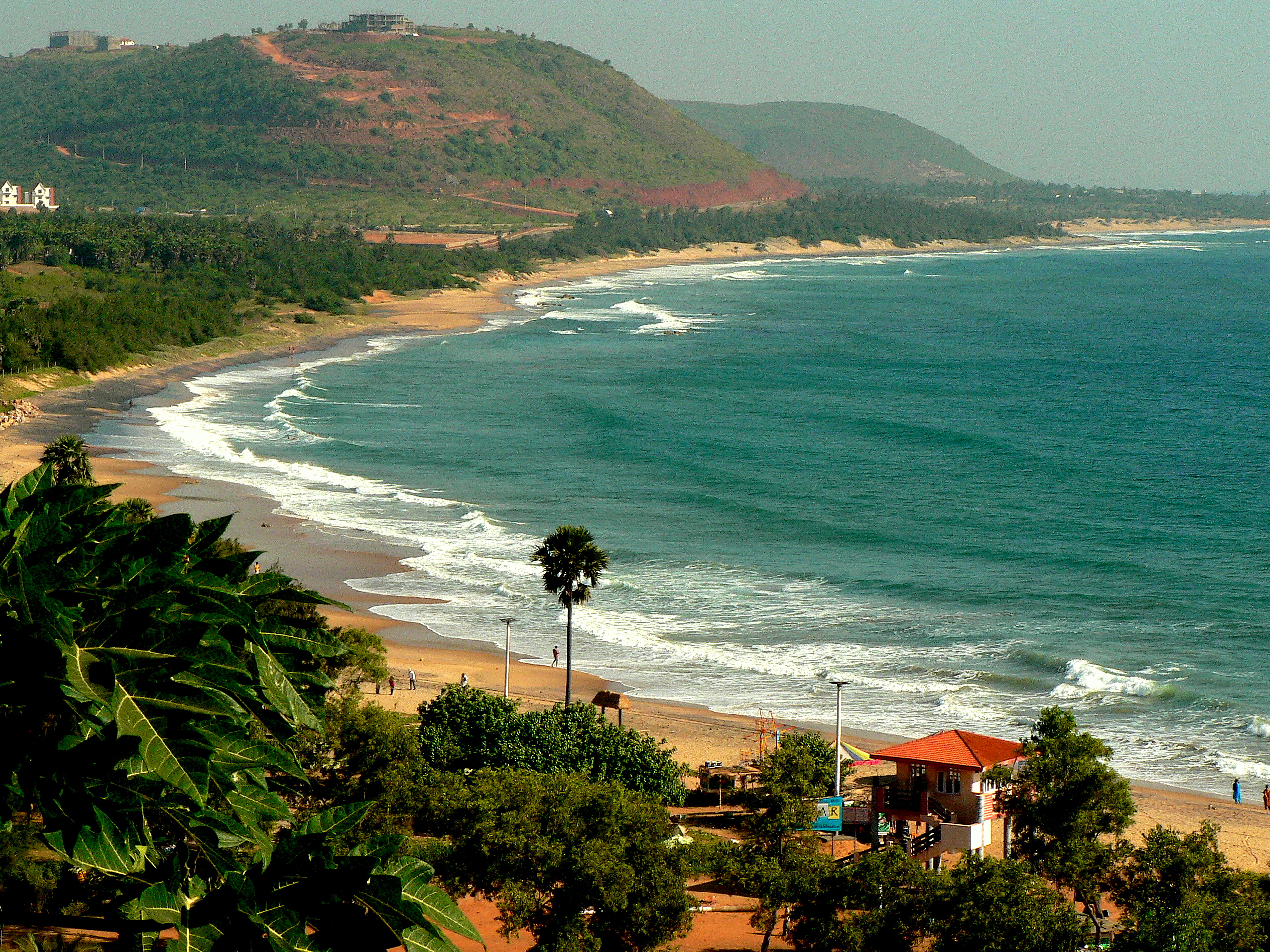
ルシコンダビーチ
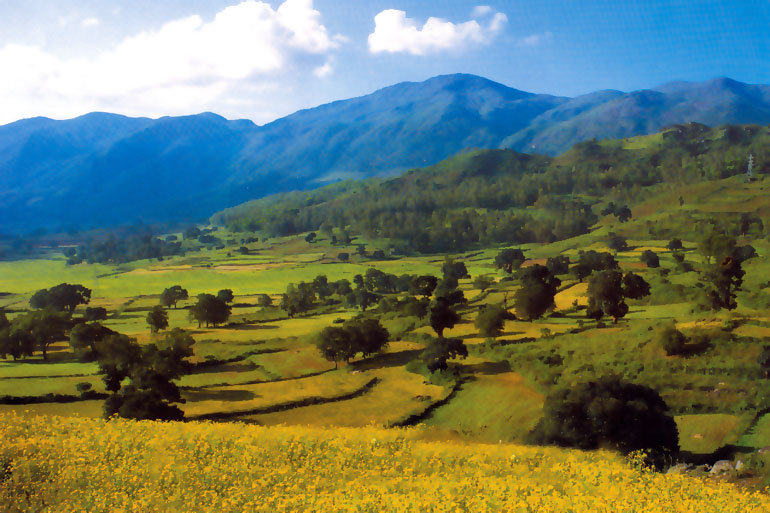
アラク峡谷
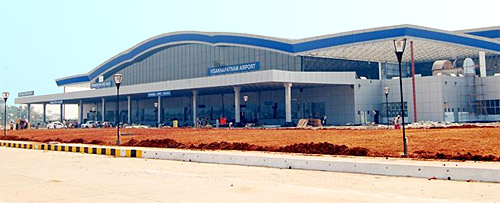
ヴィシャーカパトナム空港

## 気候
| ヴィシャーカパトナムの気候                                              | ヴィシャーカパトナムの気候 | ヴィシャーカパトナムの気候 | ヴィシャーカパトナムの気候 | ヴィシャーカパトナムの気候 | ヴィシャーカパトナムの気候 | ヴィシャーカパトナムの気候 | ヴィシャーカパトナムの気候 | ヴィシャーカパトナムの気候 | ヴィシャーカパトナムの気候 | ヴィシャーカパトナムの気候 | ヴィシャーカパトナムの気候 | ヴィシャーカパトナムの気候 | ヴィシャーカパトナムの気候 |
| 月                                                                      | 1月                        | 2月                        | 3月                        | 4月                        | 5月                        | 6月                        | 7月                        | 8月                        | 9月                        | 10月                       | 11月                       | 12月                       | 年                         |
| ----------------------------------------------------------------------- | -------------------------- | -------------------------- | -------------------------- | -------------------------- | -------------------------- | -------------------------- | -------------------------- | -------------------------- | -------------------------- | -------------------------- | -------------------------- | -------------------------- | -------------------------- |
| 最高気温記録 °C （°F）                                                  | 34.8 (94.6)                | 38.2 (100.8)               | 40.0 (104)                 | 40.5 (104.9)               | 45.0 (113)                 | 45.4 (113.7)               | 41.4 (106.5)               | 38.8 (101.8)               | 38.2 (100.8)               | 37.2 (99)                  | 35.0 (95)                  | 34.0 (93.2)                | 45.4 (113.7)               |
| 平均最高気温 °C （°F）                                                  | 28.9 (84)                  | 31.3 (88.3)                | 33.8 (92.8)                | 35.3 (95.5)                | 36.2 (97.2)                | 35.3 (95.5)                | 32.9 (91.2)                | 32.7 (90.9)                | 32.5 (90.5)                | 31.7 (89.1)                | 30.4 (86.7)                | 28.9 (84)                  | 32.5 (90.5)                |
| 平均最低気温 °C （°F）                                                  | 18.0 (64.4)                | 19.9 (67.8)                | 23.0 (73.4)                | 26.1 (79)                  | 27.7 (81.9)                | 27.3 (81.1)                | 26.1 (79)                  | 26.0 (78.8)                | 25.6 (78.1)                | 24.3 (75.7)                | 21.6 (70.9)                | 18.6 (65.5)                | 23.7 (74.7)                |
| 最低気温記録 °C （°F）                                                  | 10.5 (50.9)                | 12.8 (55)                  | 14.4 (57.9)                | 18.3 (64.9)                | 20.0 (68)                  | 21.1 (70)                  | 21.3 (70.3)                | 21.1 (70)                  | 17.5 (63.5)                | 17.6 (63.7)                | 12.9 (55.2)                | 11.3 (52.3)                | 10.5 (50.9)                |
| 降水量 mm （inch）                                                      | 11.4 (0.449)               | 7.7 (0.303)                | 7.5 (0.295)                | 27.6 (1.087)               | 57.8 (2.276)               | 105.6 (4.157)              | 134.6 (5.299)              | 141.2 (5.559)              | 174.8 (6.882)              | 204.3 (8.043)              | 65.3 (2.571)               | 7.9 (0.311)                | 968.8 (38.142)             |
| 平均降雨日数                                                            | 0.5                        | 0.5                        | 0.5                        | 1.2                        | 3.0                        | 6.4                        | 8.7                        | 9.3                        | 9.9                        | 8.7                        | 2.7                        | 0.6                        | 52.0                       |
| % 湿度                                                                  | 71                         | 70                         | 69                         | 71                         | 69                         | 71                         | 76                         | 77                         | 78                         | 74                         | 68                         | 67                         | 71.8                       |
| 出典1：India Meteorological Department (record high and low up to 2010) |                            |                            |                            |                            |                            |                            |                            |                            |                            |                            |                            |                            |                            |
| 出典2：NOAA (humidity 1971-1990)                                        |                            |                            |                            |                            |                            |                            |                            |                            |                            |                            |                            |                            |                            |

## 交通
空路
- ヴィシャーカパトナム空港

### 鉄道
当地は東部の大都市コルカタと南部の大都市チェンナイをインド洋沿いに結ぶ重要幹線上に位置し鉄道の要衝となっている。コルカタまでは約900㎞、チェンナイまでは約800㎞。インド国鉄の長距離急行列車が多数発着する駅はヴィシャーカパトナム駅（Visakhapatnam、国鉄略称VSKP）である。